# Нгапуну, Бертран
Бертра́н Нгапуну́ (фр. Bertrand Ngapounou; 20 ноября 1982) — камерунский футболист, защитник.

## Карьера
Нгапуну начинал карьеру в Камеруне. В 2003 и 2004 годах играл в «Ростове», но провёл только один матч в чемпионате России. В августе 2005 перешёл в махачкалинский «Анжи», за который отыграл 9 игр в Первом дивизионе. В 2006 мог перейти в красноярский «Металлург», однако не перешёл, и на год остался без футбола. Далее играл в вильнюсском «Жальгирисе», румынском «Оцелуле», «Окжетпесе» из Казахстана и в литовском «Таурасе». Во втором круге чемпионата Литвы 2010 года игрок клуба «Круоя», за который выступал под 32 номером.